# Campeonato Europeo de Gimnasia Artística de 1987
El XVII Campeonato Europeo de Gimnasia Artística se celebró en Moscú (URSS)  en el año 1987. El evento fue organizado por la Unión Europea de Gimnasia (UEG) y la Federación Soviética de Gimnasia.

## Resultados

### Masculino
| Evento                 | Oro                              | Plata                                         | Bronce                                                                      |
| ---------------------- | -------------------------------- | --------------------------------------------- | --------------------------------------------------------------------------- |
| Concurso completo ind. | Valeri Liukin Unión Soviética    | Yuri Korolev Unión Soviética                  | György Guczoghy · Hungría ·                                                 |
| Suelo                  | Valeri Liukin Unión Soviética    | Yuri Korolev Unión Soviética                  | György Guczoghy · Hungría ·                                                 |
| Caballo con arcos      | Valeri Liukin Unión Soviética    | Lubomir Geraskov Bulgaria                     | Marian Rizan · Rumania ·                                                    |
| Anillas                | Valentin Mogilni Unión Soviética | Valeri Liukin Unión Soviética                 | Andreas Aguilar Alemania Occidental                                         |
| Salto de potro         | Yuri Korolev Unión Soviética     | Silvio Kroll República Democrática Alemana    | Holger Behrendt República Democrática Alemana Valeri Liukin Unión Soviética |
| Paralelas              | Valeri Liukin Unión Soviética    | Holger Behrendt República Democrática Alemana | Maik Belle · República Democrática Alemana · Marian Rizan · Rumania ·       |
| Barra fija             | Valeri Liukin Unión Soviética    | Silvio Kroll República Democrática Alemana    | György Guczoghy · Hungría ·                                                 |

### Femenino
| Evento                 | Oro                               | Plata                             | Bronce                                                  |
| ---------------------- | --------------------------------- | --------------------------------- | ------------------------------------------------------- |
| Concurso completo ind. | Daniela Silivaş · Rumania ·       | Alevtina Priajina Unión Soviética | Yelena Shushunova Unión Soviética Diana Dudeva Bulgaria |
| Salto de potro         | Yelena Shushunova Unión Soviética | Daniela Silivaş · Rumania ·       | Eugenia Golea · Rumania ·                               |
| Barras asimétricas     | Daniela Silivaş · Rumania ·       | Diana Dudeva Bulgaria             | Dörte Thümmler República Democrática Alemana            |
| Barra                  | Daniela Silivaş · Rumania ·       | Eugenia Golea · Rumania ·         | Anja Wilhelm Alemania Occidental                        |
| Suelo                  | Daniela Silivaş · Rumania ·       | Camelia Voinea · Rumania ·        | Alevtina Priajina Unión Soviética                       |

## Medallero
| Núm. | País     | Oro | Plata | Bronce | Total |
| ---- | -------- | --- | ----- | ------ | ----- |
| 1    | URSS     | 8   | 4     | 3      | 15    |
| 2    | Rumania  | 4   | 3     | 3      | 10    |
| 3    | RDA      | 0   | 3     | 3      | 6     |
| 4    | Bulgaria | 0   | 2     | 1      | 3     |
| 5    | Hungría  | 0   | 0     | 3      | 3     |
| 6    | RFA      | 0   | 0     | 2      | 2     |
|      | TOTAL    | 12  | 12    | 15     | 39    |